# Lista actualilor pretendenți la tron
Un pretendent este un aspirant la tron care fie a fost abolit, suspendat sau este ocupat de altcineva. Nu trebuie să fie confundat cu termenul de impostor, care se referă la o persoană care exercită înșelăciune sub un alt nume sau identitate. Un pretendent poate afirma o petrenție, iar termenul este, de asemenea, aplicat acelor persoane în numele cărora o pretenție este avansată, indiferent dacă acea persoană face cererea.

## Europa
| Stat                              | Portret         | Pretendent                                 | De la              | Casa                   | Pretenție | Succesiune | Abolire                          | Note          |
| --------------------------------- | --------------- | ------------------------------------------ | ------------------ | ---------------------- | --- | ---------- | -------------------------------- | ------------- |
| Albania                           |                 | Leka, Prinț Moștenitor al Albaniei         | 30 noiembrie 2011  | Zogu                   | Nepot al regelui Zog I (1928–1939).                                                                                          | Ereditară  | de facto 1939 de jure 1944       | [ 4 ]         |
| Anglia · (iacobită)               |                 | Franz, Duce de Bavaria                     | 8 iulie 1996       | Wittelsbach            | Descendent al regelui Carol I (1625–1649).                                                                                   | Ereditară  | 1707                             | [ 5 ]         |
| Austro-Ungaria                    |                 | Karl von Habsburg                          | 4 iulie 2011       | Habsburg-Lorena        | Nepot al împăratului și regelui Carol I & IV (1916–1918).                                                                    | Ereditară  | 1918                             | [ 6 ]         |
| Bulgaria                          |                 | Simeon al II-lea                           | 15 septembrie 1946 | Saxa-Coburg și Gotha   | Ultimul Țar conducător (1943–1946).                                                                                          | Ereditară  | 1946                             | [ 7 ]         |
| Curlanda                          |                 | Ernst-Johann                               | 28 februarie 1982  | Biron                  | Descendent al Ducelui Ernst Johann von Biron (1737–1740 și 1763–1769).                                                       | Ereditară  | 1795                             | [ 8 ]         |
| Franța (Legitimism)               |                 | Prințul Louis, Duce de Anjou               | 30 ianuarie 1989   | Bourbon                | Descendent al regelui Ludovic al XIV-lea (1643–1715).                                                                        | Ereditară  | 1830                             | </ref> -->    |
| Franța (Orléanism)                |                 | Prințul Jean, Duce de Vendôme              | 21 ianuarie 2019   | Orléans                | Descendent al fiului cel mic al regelui Ludovic al XIII-lea Philippe I, Duce de Orléans (1661–1701)                          | Ereditară  | 1848                             | [ 10 ] [ 11 ] |
| Franța (Bonapartism)              |                 | Charles Napoléon                           | 3 mai 1997         | Bonaparte              | Descendent direct al fratelui mai mic al lui Napoleon, Jérôme Bonaparte                                                      | Ereditară  | 1870                             | [ 12 ] [ 13 ] |
| Franța (Bonapartism)              | Jean Christophe |                                            | 3 mai 1997         | Bonaparte              | Descendent direct al fratelui mai mic al lui Napoleon, Jérôme Bonaparte                                                      | Ereditară  | 1870                             | [ 12 ] [ 13 ] |
| Grecia                            |                 | Pavlos                                     | 10 ianuarie 2023   | Glücksburg             | Fiul lui Constantin al II-lea.                                                                                               | Ereditară  | 1973                             | [ 14 ]        |
| Gwynedd                           |                 | Evan Vaughan                               | 1943               | Anwyl                  | Descendent al regelui Owain I (1137–1170).                                                                                   | Ereditară  | 1284                             | [ 16 ]        |
| Irlanda (iacobită)                |                 | Franz, Duce de Bavaria                     | 8 iulie 1996       | Wittelsbach            | Descendent al regelui Carol I (1625–1649).                                                                                   | Ereditară  | 1800                             | [ 5 ]         |
| Muntenegru                        |                 | Nikola                                     | 24 martie 1986     | Petrović-Njegoš        | Descendent direct al regelui Nikola I (1910–1918).                                                                           | Ereditară  | 1918                             | [ 17 ]        |
| Navara                            |                 | Infantele Carlos, Duce de Calabria         | 28 martie 2017     | Bourbon                | Descendent al regelui Louis II (1610–1620).                                                                                  | Ereditară  | 1620                             | [ 18 ]        |
| Uniunea statală polono-lituaniană |                 | Alexander                                  | 6 octombrie 2012   | Wettin                 | Saxonii au fost desemnați să se pronunțe în conformitate cu Constituția din 3 mai 1791 și Constituția Ducatului de Varșovia. | Ereditară  | 1815                             | [ 19 ]        |
| Portugalia                        |                 | Duarte Pio                                 | 24 decembrie 1976  | Braganza               | Descendent al regelui Miguel I (1828–1834).                                                                                  | Ereditară  | 1910                             | [ 20 ]        |
| România                           |                 | Majestatea Sa Margareta a României         | 5 decembrie 2017   | Casa Regală a României | Fiica cea mai mare a M.S. Regelui Mihai I.                                                                                   | Ereditară  | de facto 1947, de jure niciodată | [ 21 ]        |
| Imperiul rus                      |                 | Maria Vladimirovna                         | 21 aprilie 1992    | Romanov                | Descendentă a fiului cel mare al Țarului Nicolae I, Alexandru al II-lea (1855–1881).                                         | Ereditară  | 1917                             | [ 22 ] [ 23 ] |
| Imperiul rus                      |                 | Alexis Andreevici Romanov                  | 28 noiembrie 2021  | Romanov                | Descendent al celui de-al treilea fiu al Țarului Nicolae I, Marele Duce Nicolai Nicolaevici (1831–1891).                     | Ereditară  | 1917                             | [ 24 ]        |
| Regatul Scoției (Iacobitism)      |                 | Franz, Duce de Bavaria                     | 8 iulie 1996       | Wittelsbach            | Descendent al regelui Carol I (1625–1649).                                                                                   | Ereditară  | 1707                             | [ 5 ]         |
| Regatul Serbiei                   |                 | Alexandru, Prinț Moștenitor al Iugoslaviei | 3 noiembrie 1970   | Karađorđević           | Descendent al regelui Petru I (1903–1918)                                                                                    | Ereditară  | 1918                             | [ 25 ]        |
| Regatul Serbiei                   |                 | Nikola                                     | 24 martie 1986     | Petrović-Njegoš        | Nepot al Prințului Mirko, moștenitorul desemnat al regelui Alexandru I (1889–1903), din dinastia Obrenović.                  | Ereditară  | 1918                             | [ 17 ]        |
| Spania (Carlist)                  |                 | Sixto Enrique (Tradiționalism)             | 7 mai 1977         | Borbón-Parma           | Descendent al regelui Carol IV (1788–1808).                                                                                  | Ereditară  | 1830                             |               |
| Spania (Carlist)                  |                 | Carlos Javier (Carlosocialism)             | 18 august 2010     | Borbón-Parma           | Descendent al regelui Carol IV (1788–1808).                                                                                  | Ereditară  | 1830                             |               |
| Spania (Carlist)                  |                 | Dominic (Carloctavism)                     | 22 octombrie 1987  | Habsburgo-Borbón       | Descendent al regelui Carol IV (1788–1808).                                                                                  | Ereditară  | 1830                             |               |
| Spania (Liberală)                 |                 | Luis Alfonso                               | 30 ianuarie 1989   | Borbón                 | Descendent al regelui Carol IV (1788–1808).                                                                                  | Ereditară  | 1830                             |               |
| Ucraina                           |                 | Borys Skoropadsky                          | 1999               | Skoropadsky            | Descendent Pavlo Skoropadskyi (1873–1945).                                                                                   | Ereditară  | 1918                             |               |

Tronurile din Anglia, Scoția și Irlanda nu s-au abolit ci s-au unificat în Coroana Britanică. Datele de mai sus se referă la actele de unire ratificate. Pretenția iacobită la aceste tronuri este anterioară Actului Uniunii din 1707, datând de la Revoluția Glorioasă din 1688.

### Germania
Imperiul German a fost o federație de monarhii mai mici, toate acestea fiind astăzi abolite. Ca urmare, există un număr mare de pretendenți la diverse tronuri din Germania. Totuși, de la dizolvarea imperiului, un număr de foste case regale s-au stins pe linie masculină și deci nu sunt reprezentate în lista de mai jos. Mecklenburg-Schwerin a dispărut în 2001, Saxa-Altenburg în 1991, și Schwaryburg-Rudolstadt și Schwaryburg-Sondershausen în 1971.
| Stat                 | Portret | Pretendent             | De la              | Casa                     | Pretenție                                                      | Succesiune | Abolire | Ref           |
| Imperiu              | Imperiu | Imperiu                | Imperiu            | Imperiu                  | Imperiu                                                        | Imperiu    | Imperiu |               |
| -------------------- | ------- | ---------------------- | ------------------ | ------------------------ | -------------------------------------------------------------- | ---------- | ------- | ------------- |
| Germania             |         | Georg Friedrich        | 26 septembrie 1994 | Hohenzollern             | Descendent al Kaiserului Wilhelm al II-lea (1888–1918).        | Ereditară  | 1918    | [ 26 ] [ 27 ] |
| Regate               |         |                        |                    |                          |                                                                |            |         |               |
| Regatul Bavariei     |         | Franz, Duce de Bavaria | 8 iulie 1996       | Wittelsbach              | Descendent al regelui Ludwig III (1913–1918).                  | Ereditară  | 1918    | [ 28 ]        |
| Regatul Hanovra      |         | Ernst August           | 9 decembrie 1987   | Hanover                  | Descendent al regelui Georg al V-lea (1851–1866).              | ereditară  | 1866    | [ 29 ]        |
| Prusia               |         | Georg Friedrich        | 26 septembrie 1994 | Hohenzollern             | Descendent al Kaiserului Wilhelm al II-lea (1888–1918).        | Ereditară  | 1918    | [ 26 ]        |
| Regatul Saxoniei     |         | Daniel                 | 29 martie 2022     | Wettin                   | Strănepot al regelui Friedrich August III (1904–1918).         | Ereditară  | 1918    | [ 19 ]        |
| Regatul Saxoniei     |         | Alexandru              | 23 iulie 2012      | Saxa-Gessaphe            | Descendent al regelui Friedrich August III (1904–1918).        | Ereditară  | 1918    |               |
| Regatul Westfaliei   |         | Charles Napoléon       | 3 mai 1997         | Bonaparte                | Descendent al regelui Jérôme Bonaparte (1807–1813).            | Ereditară  | 1813    | [ 30 ]        |
| Regatul Württemberg  |         | Wilhelm                | 7 iulie 2022       | Württemberg              | Nepot al regelui Wilhelm al II-lea de Württemberg (1891–1918). | Ereditară  | 1918    | [ 19 ]        |
| Mari Ducate          |         |                        |                    |                          |                                                                |            |         |               |
| Baden                |         | Bernhard               | 29 decembrie 2022  | Zähringen                | Descendent direct al Marelui Duce Leopold I (1830–1852).       | Ereditară  | 1918    | [ 19 ]        |
| Marele Ducat Hessa   |         | Donatus                | 23 mai 2013        | Hesse                    | Nepot adoptat al Marelui Duce Ernst Ludwig (1892–1918).        | Ereditară  | 1918    | [ 19 ]        |
| Mecklenburg-Strelitz |         | Borwin                 | 26 ianuarie 1996   | Mecklenburg              | Descendent al Marelui Duce Georg (1816–1860).                  | Ereditară  | 1918    | [ 19 ]        |
| Oldenburg            |         | Christian              | 20 septembrie 2014 | Holstein-Gottorp         | Strănepot al Marelui Duce Friedrich August II (1900–1918).     | Ereditară  | 1918    |               |
| Saxa-Weimar-Eisenach |         | Mihail                 | 14 octombrie 1988  | Saxa-Weimar-Eisenach     | Nepot al Marelui Duce Wilhelm Ernst (1901–1918).               | Ereditară  | 1918    | [ 31 ]        |
| Electorate           |         |                        |                    |                          |                                                                |            |         |               |
| Hesse-Kassel         |         | Donatus                | 23 mai 2013        | Hesse                    | Descendent al Landgrafului Friedrich II (1760–1785).           | Ereditară  | 1866    | [ 19 ]        |
| Ducate               |         |                        |                    |                          |                                                                |            |         |               |
| Anhalt               |         | Julius Eduard          | 9 octombrie 1963   | Ascania                  | Fiu al Ducelui Joachim Ernst (1918).                           | Ereditară  | 1918    |               |
| Brunswick            |         | Ernst August           | 9 decembrie 1987   | Hanover                  | Nepot al Ducelui Ernst August III (1913–1918).                 | Ereditară  | 1918    | [ 19 ] [ 29 ] |
| Nassau               |         | Henri                  | 7 octombrie 2000   | Bourbon-Parma            | Descendent al Ducelui Adolf I (1839–1866).                     | Ereditară  | 1866    | [ 32 ]        |
| Saxa-Coburg-Gotha    |         | Hubertus               | 3 aprilie 2025     | Saxa-Coburg și Gotha     | Descendent al Ducelui Charles Edward (1900–1918).              | Ereditară  | 1918    | [ 33 ]        |
| Saxa-Meiningen       |         | Konrad                 | 4 octombrie 1984   | Saxa-Meiningen           | Descendent al Ducelui Georg II (1866–1914).                    | Ereditară  | 1918    | [ 34 ]        |
| Schleswig-Holstein   |         | Christoph              | 30 septembrie 1980 | Glücksburg               | Rudă a Ducelui Frederic al VII-lea al Danemarcei (1808–1863).  | Ereditară  | 1866    |               |
| Principate           |         |                        |                    |                          |                                                                |            |         |               |
| Hohenzollern         |         | Karl Friedrich         | 16 septembrie 2010 | Hohenzollern-Sigmaringen | Descendent al Prințului Karl Anton (1848–1849).                | Ereditară  | 1850    | [ 19 ] [ 35 ] |
| Lippe                |         | Ștefan                 | 20 august 2015     | Lippe                    | Nepot al lui Leopold al IV-lea, Prinț de Lippe (1905–1918).    | Ereditară  | 1918    | [ 19 ]        |
| Lippe                |         | Friedrich Wilhelm      | 15 iunie 1990      | Lippe                    | Nepot al lui Leopold al IV-lea, Prinț de Lippe.                | Ereditară  | 1918    |               |
| Reuss                |         | Heinrich XIV           | 20 iunie 2012      | Reuss                    | Rudă cu Prințul Heinrich XXVII (1913–1918).                    | Ereditară  | 1918    | [ 19 ]        |
| Schaumburg-Lippe     |         | Alexander              | 28 august 2003     | Lippe                    | Nepot al Prințului Adolf II (1911–1918).                       | Ereditară  | 1918    | [ 19 ] [ 36 ] |
| Schwarzenberg        |         | Karl                   | 25 octombrie 1979  | Schwarzenberg            | Descendent al Prințului Johann I (1782–1789).                  | Ereditară  | 1789    | [ 37 ]        |
| Waldeck și Pyrmont   |         | Wittekind              | 30 noiembrie 1967  | Waldeck                  | Nepot al Prințului Friedrich (1893–1918).                      | Ereditară  | 1918    | [ 38 ]        |

### Italia
Până la mijlocul secolului al XIX-lea, peninsula italiană cuprindea o serie de state, unele dintre ele fiind monarhii. În timpul unificării Italiei, monarhii unor astfel de state aglomerate și-au pierdut suveranitatea și titlurile lor au devenit pur ceremoniale. Tronul rezultat al Regatului Italiei a fost deținut de fostul rege al Sardinia.
| Stat                       | Portret | Pretendent | De la            | Casa                         | Pretenție | Succesiune | Abolire | Ref     |
| Regatul                    | Regatul | Regatul    | Regatul          | Regatul                      | Regatul | Regatul    | Regatul | Regatul |
| -------------------------- | ------- | ---------- | ---------------- | ---------------------------- | --- | ---------- | ------- | ------- |
| Italia                     |         | Aimone     | 1 iunie 2021     | Savoia                       | Stră-stră-strănepotul regelui Victor Emanuel al II-lea (1861–1878).                                                 | Ereditară  | 1946    |         |
| Înainte de unificare       |         |            |                  |                              | |            |         |         |
| Modena                     |         | Lorenz     | 7 februarie 1996 | Austria-Este                 | Strănepotul lui Franz Ferdinand, moștenitorul adoptiv al ducelui Francisc al V-lea (1846–1859).                     | Ereditară  | 1859    |         |
| Parma                      |         | Carlos     | 18 august 2010   | Bourbon-Parma                | Strănepotul lui Duce Robert I (1854–1859). De asemenea, unul dintre moștenitorii contestați ai Succesiune carlistă. | Ereditară  | 1859    |         |
| Toscana                    |         | Sigismondo | 18 iunie 1993    | Habsburg-Lorraine            | Stră-strănepotul lui Marele Duce Ferdinand al IV-lea (1859).                                                        | Ereditară  | 1859    | [ 26 ]  |
| Regatul celor Două Sicilii |         | Pedro      | 5 octombrie 2015 | Casa de Bourbon-Două Sicilii | Stră-stră-strănepotul lui Rege Ferdinand al II-lea (1830–1859).                                                     | Ereditară  | 1861    |         |